# Dioscorea psammophila
Dioscorea psammophila är en enhjärtbladig växtart som beskrevs av Reinhard Gustav Paul Knuth. Dioscorea psammophila ingår i släktet Dioscorea och familjen Dioscoreaceae. Inga underarter finns listade i Catalogue of Life.